# ジョージ・W・メリル
ジョージ・W・メリル（George W. Merrill, 1837年 - 1914年1月10日）は、ネバダ州ナイ郡の地方検事（1864年 - 1868年）、駐ハワイ王国米国弁理公使（1885年 - 1889年）。